# Yèvre-la-Ville
Yèvre-la-Ville ist eine französische Gemeinde mit 666 Einwohnern (Stand 1. Januar 2022) im Département Loiret in der Region Centre-Val de Loire. Sie gehört zum Arrondissement Pithiviers und zum Kanton Le Malesherbois (bis 2015: Kanton Pithiviers).
Seit 1973 gehört die ehemalige Gemeinde Yèvre-le-Châtel als Commune associé zu Yèvre-la-Ville. Yèvre-le-Châtel gehört zu den schönsten Dörfern Frankreichs.

## Lage
Das Gemeindegebiet wird vom Fluss Rimarde durchquert. 
Nachbargemeinden von Yèvre-la-Ville sind Estouy im Norden, La Neuville-sur-Essonne im Nordosten, Givraines im Osten, Boynes im Südosten, Courcelles-le-Roi im Süden, Bouilly-en-Gâtinais im Südwesten und Dadonville im Westen.

## Bevölkerungsentwicklung
| Jahr      | 1962 | 1968 | 1975 | 1982 | 1990 | 1999 | 2007 | 2012 | 2020 |
| Einwohner | 443  | 414  | 613  | 637  | 698  | 701  | 684  | 718  | 694  |

## Sehenswürdigkeiten
In Yèvre-le-Châtel:
- Burgruine
- Kirchenruine Saint-Lubin
- Kirche Saint-Gault

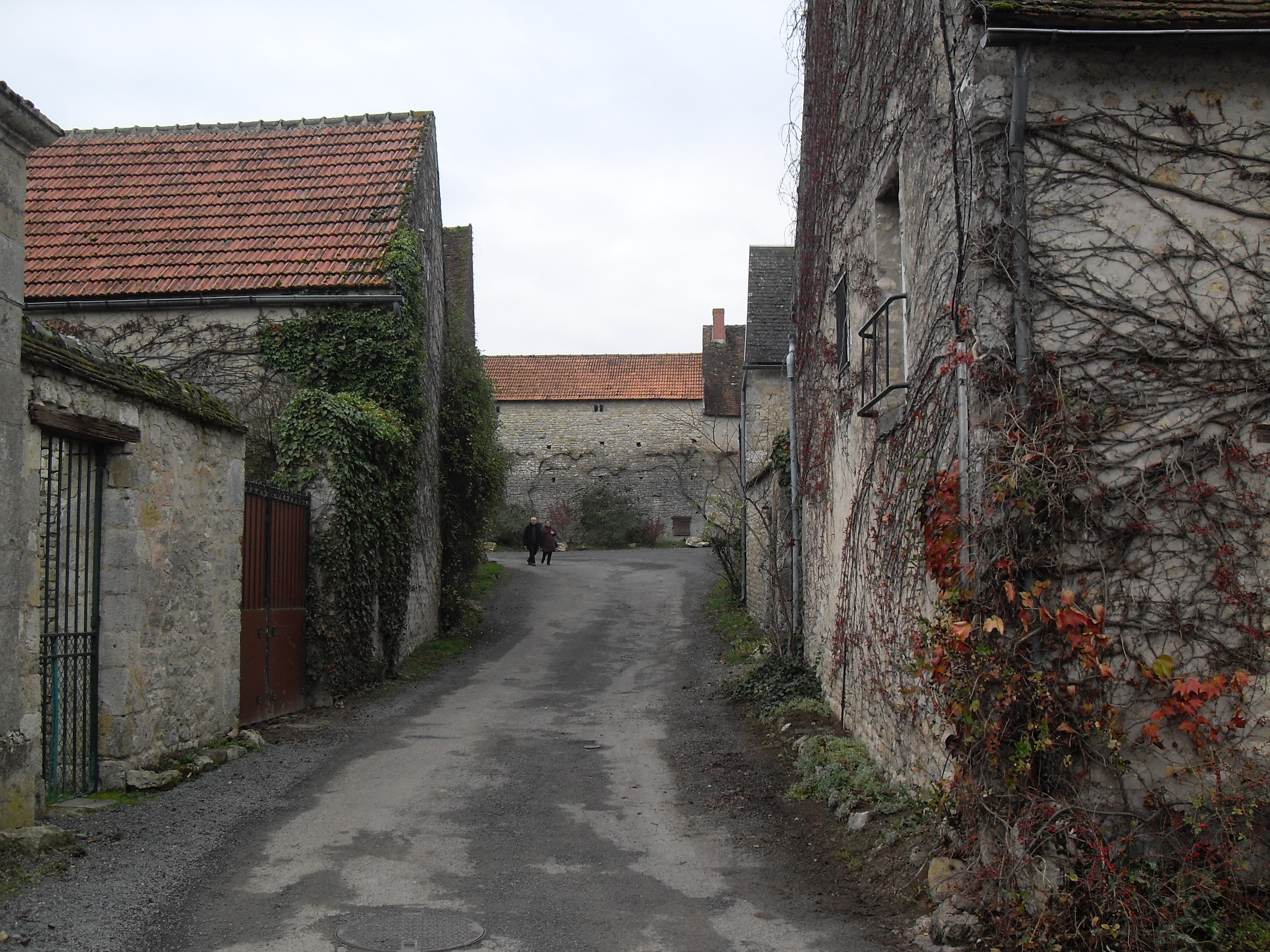
Yèvre-le-Châtel, Ortsansicht
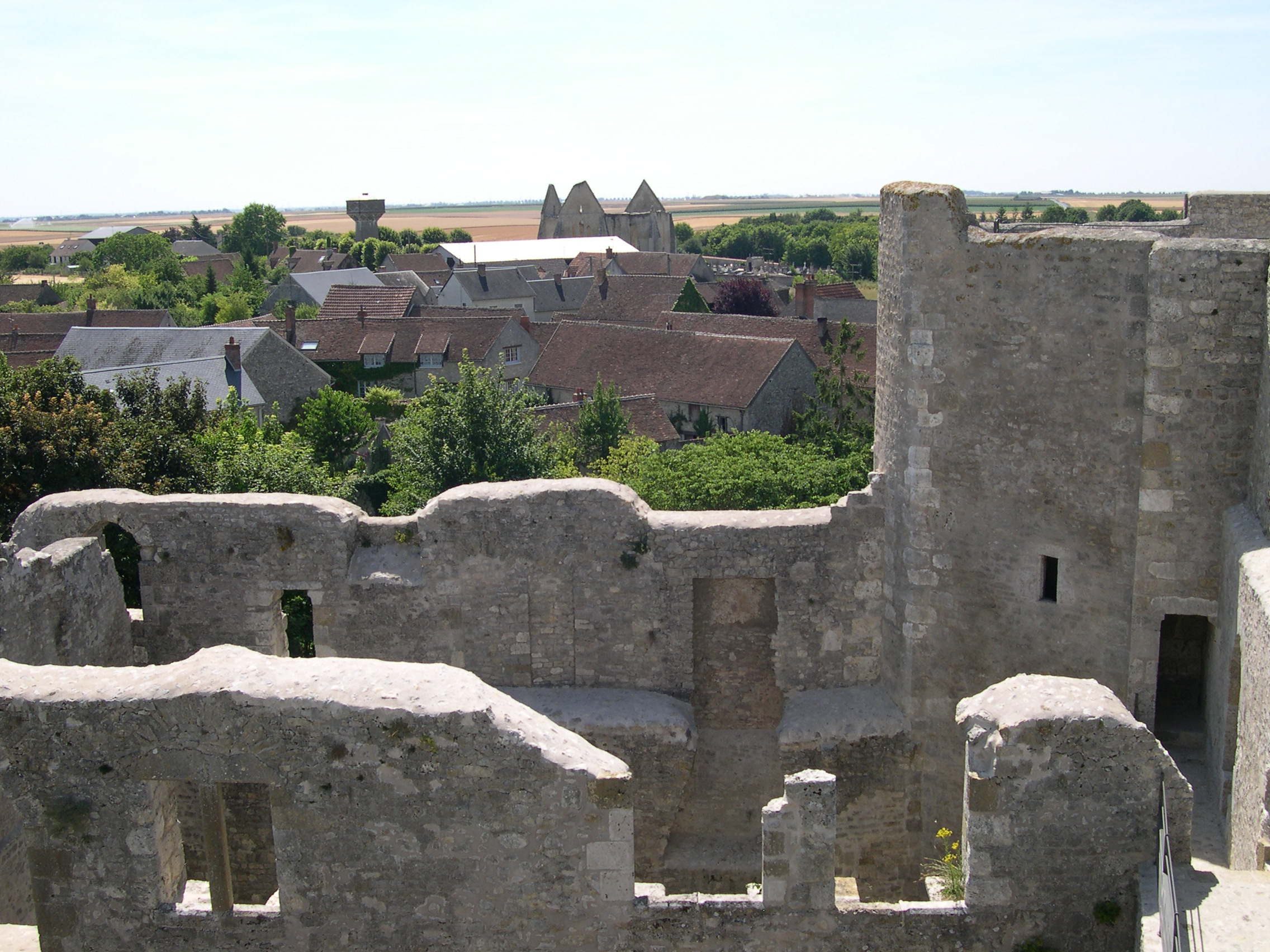
Yèvre-le-Châtel von der Burg aus gesehen
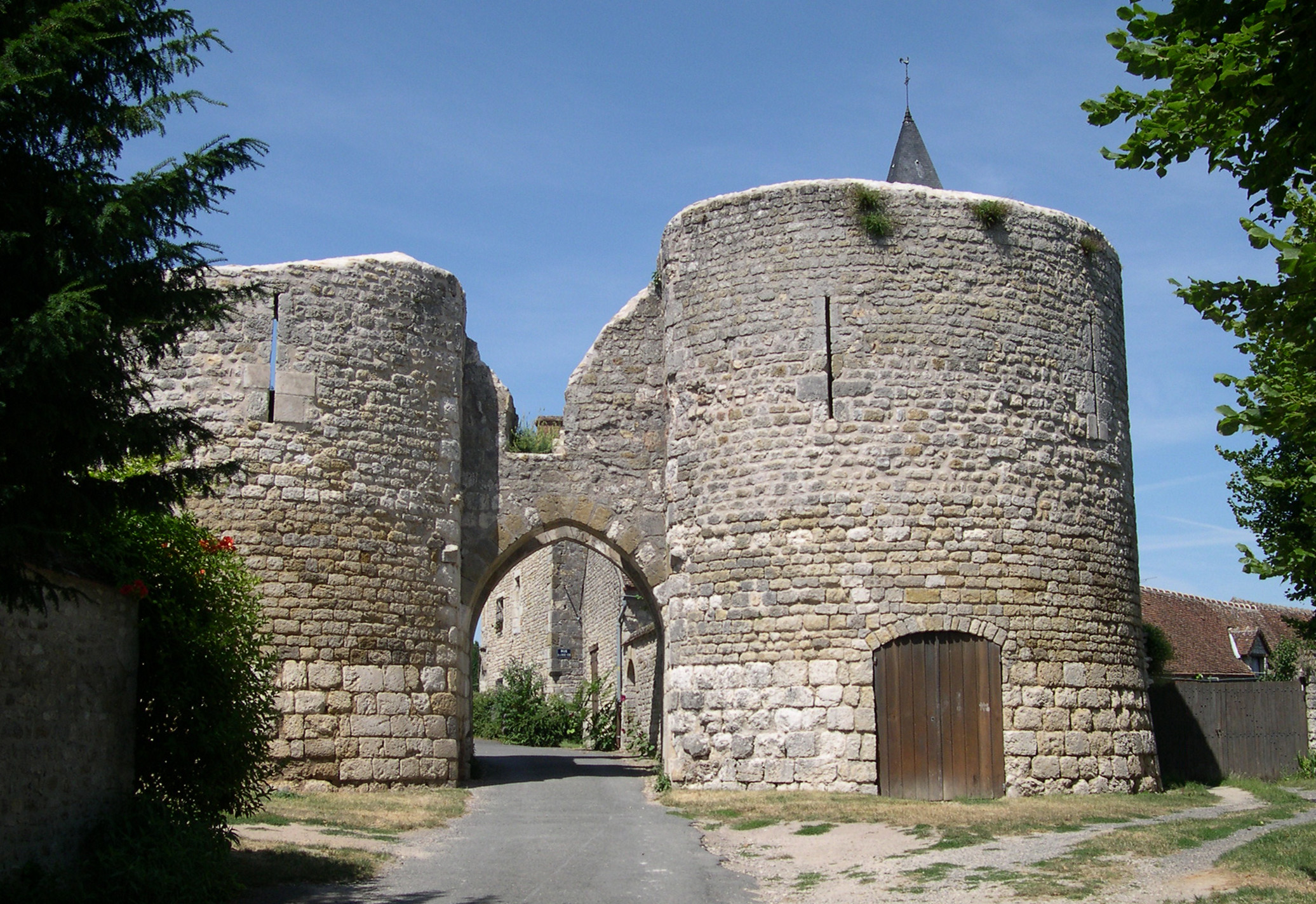
Yèvre-le-Châtel, Burg
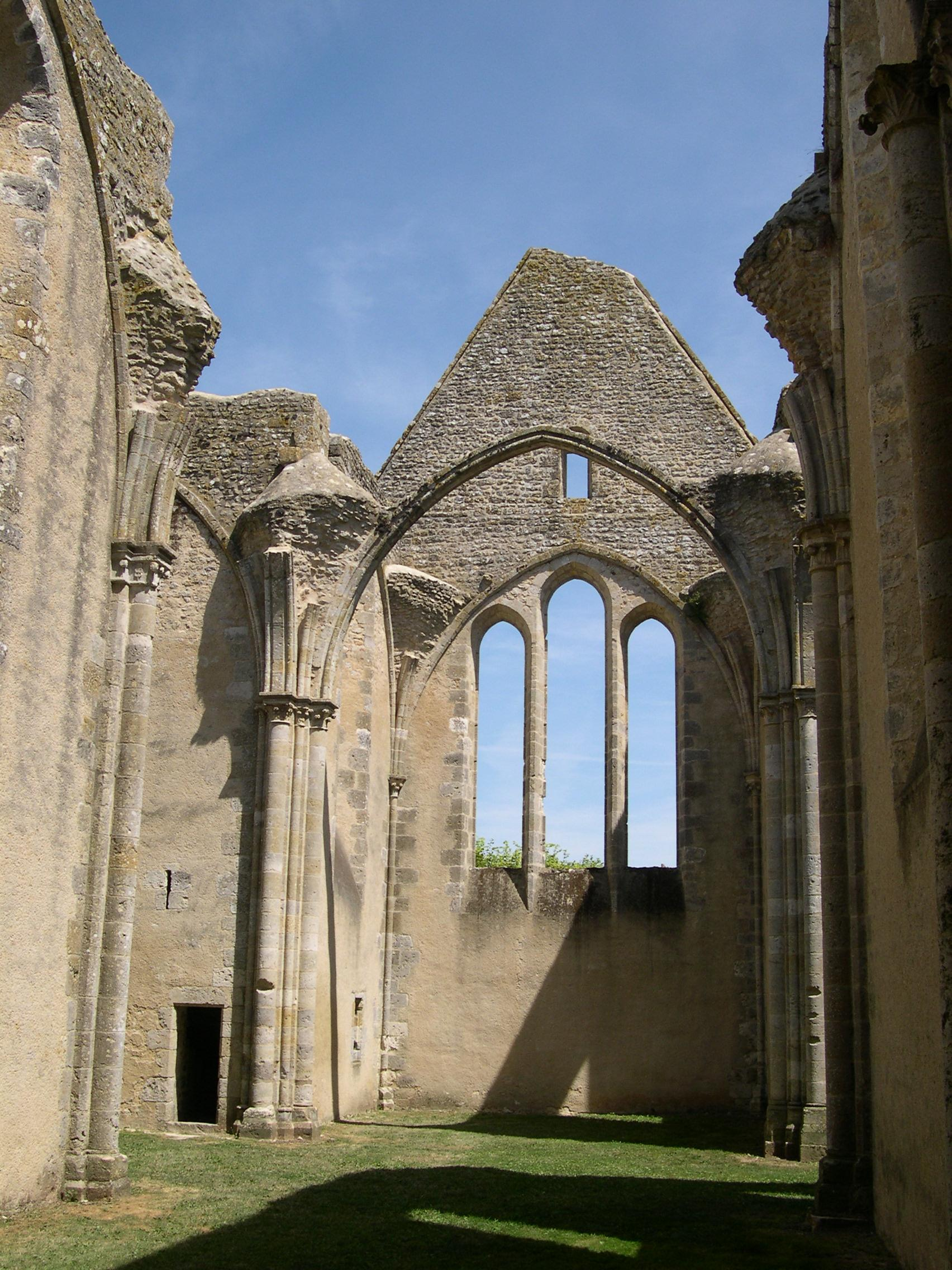
Kirche Saint-Lubin